# A nagy ho-ho-ho-horgászverseny
A nagy ho-ho-ho-horgászverseny magyar televíziós rajzfilm, amely A nagy ho-ho-horgász című televíziós rajzfilmsorozatnak az 1990-es rövidfilmje. Az eredeti sorozat két főszereplője nem más, mint a Nagy Ho-ho-ho-horgász és a Főkukac. Az animációs játékfilm rendezője Füzesi Zsuzsa, producere Sárosi István. A forgatókönyvet Csukás István és Sajdik Ferenc írta, zenéjét Pethő Zsolt a 100 Folk Celsius együttessel szerezte. A tévéfilm a Pannónia Filmstúdió gyártásában készült, a Magyar Televízió forgalmazásában jelent meg.
Magyarországon 1990. április 15-én vetítették le a televízióban.

## Története
A nagy ho-ho-ho-horgász és a Főkukac békésen horgászik, amikor váratlanul a postás hozza a levelet, ami egy meghívó a nagy ho-ho-ho-horgászversenyre. Elindulnak útnak a városba, de eltévednek, kivéve a halas sofőrt, aki nagyon ismeri a nagy ho-ho-ho-horgászt, az szívesen elkíséri a strandra, ahol a horgászverseny zajlik. Papír nélkül nem tudnak belépni, de bejutnak a kerítés mögé. A folyton-folyvást tüsszentő zsűri rajtot indít, Főkukac felkeresi a nagyobb halat, de úgy, hogy nagyság versenyt hirdet. A nagy ho-ho-ho-horgász és a többi fésűvel tisztálkodnak, az álszakállú horgász nem lehet más, mint az a postás. A zsűri riportot ad a televíziónak, később előkerül a nagyság versenyen a legnagyobb hal, aki nagyon unja a horgászversenyeket, inkább a szabad vízen töltené hátralévő életét. Meg is van beszélve. Kifogja a nagy ho-ho-ho-horgász, I. díjat érdemel. A halas sofőr segítségével elkíséri a nagy halat a folyóvízbe. Boldognak érzik magukat.

## Gyártás
A rajzfilmet 1990-ben készítette el a Magyar Televízió megrendelésére a Pannónia Filmstúdió.
- Rendezte: Füzesi Zsuzsa
- Írta: Csukás István, Sajdik Ferenc
- Dramaturg: Szentistványi Rita
- Zenéjét szerezte: Pethő Zsolt, 100 Folk Celsius
- Operatőr: Losonczy Árpád, Nemes Erzsébet
- Hangmérnök: Bársony Péter
- Vágó: Hap Magda
- Figuratervező: Sajdik Ferenc
- Háttér: Moro Lajos, Sajdik Ferenc
- Mozdulatterv: Éber Magda, Kecskés Magda, Madarász Zoltán, Nyírő Erzsébet, Szabados István
- Rajzolták: Csatai József, Domokos Adrien, Erdélyi Szilvia, Gyarmathy Ildikó, Jehoda Magdolna, Turzó Zsuzsa
- Színes technika: György Erzsébet
- Gyártásvezető: Marsovszky Emőke
- Produkciós vezető: Sárosi István

Készítette a Magyar Televízió megbízásából a Pannónia Filmstúdió

## Szereplők
- A nagy ho-ho-horgász: Balázs Péter
- Főkukac: Mikó István
- Halas sofőr: Szoó György
- Zsűrielnök / Taxis: Usztics Mátyás
- Postás: Huszár László
- Kopasz sporthorgász (2. hang) / Villamos sofőr / Mogorva kopasz: Komlós András
- Nagy hal / Busz sofőr: Benkóczy Zoltán
- TV-riporter / Kopasz sporthorgász (1. hang): Pataki Imre
- Kék halacska / Rózsaszín halacska: Kóti Kati

## Érdekességek
- A rajzfilm forgatókönyvét valóban Csukás István írta, de előtte még a mesekönyvben íródott 1987-ben, amit a Pannónia Filmstúdió adott ki.
- A rajzfilm főcíme az 1. sorozat főcímére hasonlít, de a sorozatcím helyett A nagy ho-ho-ho-horgászverseny felirat animálódik, úgyhogy a Főkukac buborékokat ereszt ki, ezután van az epizódcím.
- A rajzfilm végefőcíme a 2. sorozat végefőcímére hasonlít, csak még néhány új munkatárs neve is fel van tüntetve.